# Lizette Cabrera
Lizette Cabrera (Townsville, 19 december 1997) is een tennisspeelster uit Australië van Filipijnse origine.
Ze begon op vijfjarige leeftijd met het spelen van tennis.
In 2017 kreeg ze een wildcard voor het Australian Open, waarmee ze haar eerste grandslamtoernooi speelde. Kort daarvoor speelde ze haar eerste WTA-toernooi, waarbij ze Misaki Doi in de eerste ronde versloeg.

## Posities op deWTA-ranglijst
Positie per einde seizoen:
| jaar | rang enkelspel | rang dubbelspel |
| ---- | -------------- | --------------- |
| 2012 | 795            | 819             |
| 2014 | 1243           | 946             |
| 2015 | 1062           | 885             |
| 2016 | 256            | 281             |
| 2017 | 135            | 279             |
| 2018 | 230            | 169             |
| 2019 | 131            | 249             |

## Resultaten grandslamtoernooien
| Legenda | Legenda                          |
| ------- | -------------------------------- |
| g.t.    | geen toernooi gehouden           |
| l.c.    | lagere categorie                 |
| –       | niet deelgenomen                 |
| G       | uitgeschakeld in de groepsfase   |
| 1R      | uitgeschakeld in de eerste ronde |
| 2R      | uitgeschakeld in de tweede ronde |
| 3R      | uitgeschakeld in de derde ronde  |
| 4R      | uitgeschakeld in de vierde ronde |
| KF      | uitgeschakeld in de kwartfinale  |
| HF      | uitgeschakeld in de halve finale |
| F       | de finale verloren               |
| W       | het toernooi gewonnen            |
| w-v     | winst/verlies-balans             |

### Enkelspel
| toernooi        | 2017 | 2018 |
| --------------- | ---- | ---- |
| Australian Open | 1R   | 1R   |
| Roland Garros   | –    | –    |
| Wimbledon       | –    | –    |
| US Open         | –    | 1R   |

### Vrouwendubbelspel
| toernooi        | 2017 |    | 2019 |
| --------------- | ---- | -- | ---- |
| Australian Open | 1R   | 1R |      |
| Roland Garros   | –    | –  |      |
| Wimbledon       | –    | –  |      |
| US Open         | –    | –  |      |